# 도로 교통 관제

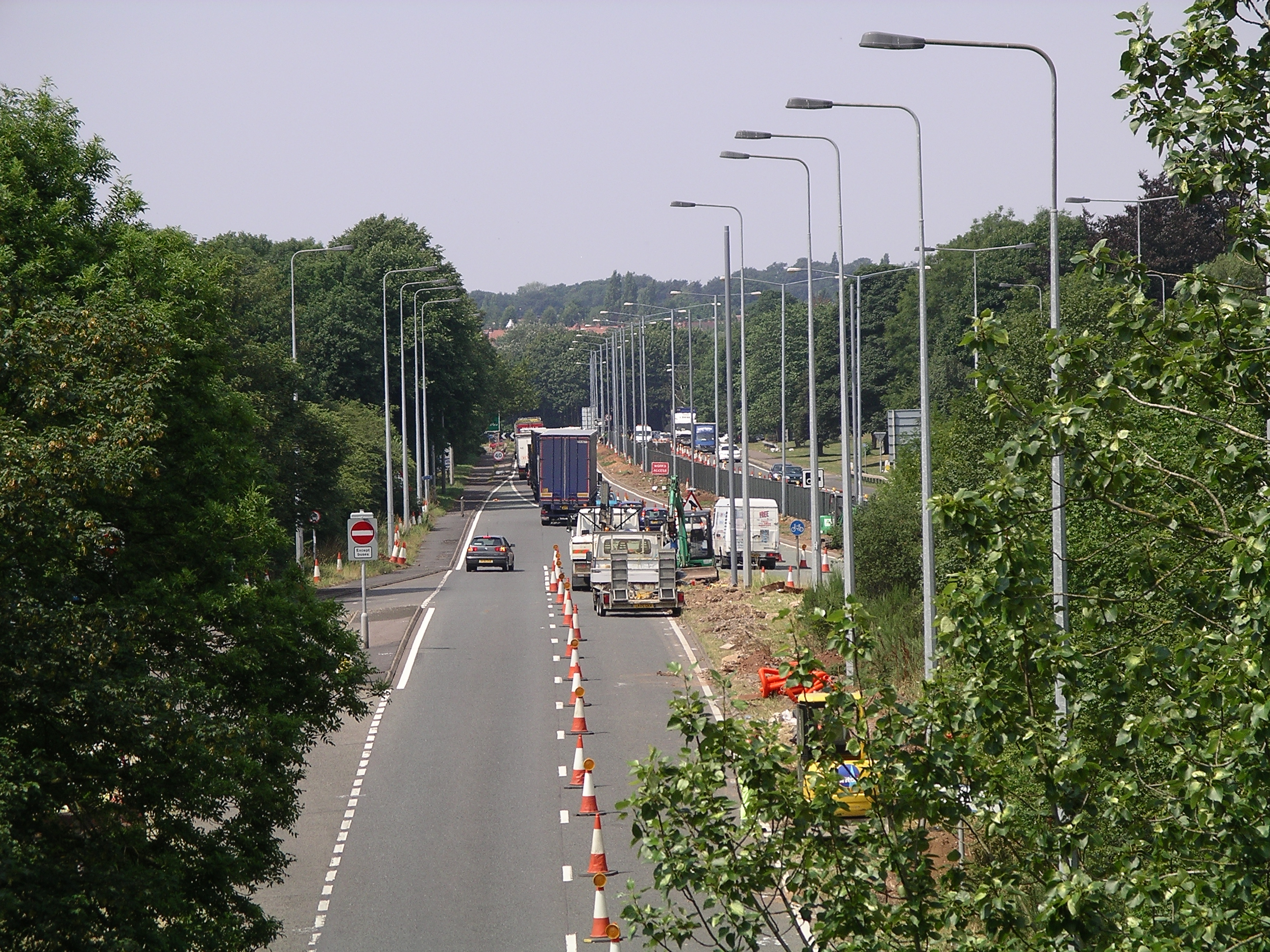

도로 교통 관제는 교통상황에 따라서 차량의 유통을 제어하고, 도로의 유효이용을 꾀하는 유력한 수단이다.
교통관제의 자동화는 캐나다의 토론토에서 가장 먼저 시행되었다. 30억원 상당의 컴퓨터와 2,000개의 교통상황탐지장치(交通狀況探知機)를 중심으로 하는 시스템은 1,000기(基)에 달하는 교통표지를 작동, 차의 유통을 제어하고 있는 것이다.
교통관제시스템은 컴퓨터 본체(本體)·교통상황 탐지기 및 교통표지기로서 구성되어 있다.
- 교통상황탐지기는 도로에 설치되는 것으로서 자계(磁界)의 변화에 따라 차의 통행을 탐지하는 것이다. 이들 2,000개에 달하는 탐지기에서 얻어지는 혼잡상황은 즉시 컴퓨터에 전송된다. 2,000개의 탐지기에서 동시에 발신하여 오는 경우도 생각되지만 컴퓨터는 1교차점마다의 처리 시간을 1,000분의 1초 이내에 처리해 낼 수 있다.
- 컴퓨터 내부에서의 처리과정의 개요는 다음과 같다. 먼저 컴퓨터에 의하여 어느 교차점의 신호가 큰길 쪽에서 파랑으로 되어 있음이 검지되었다고 가정한다. 컴퓨터는 탐지기에서의 정보로 현재 몇 대의 차가 지나가고 있는가를 알고, 이것을 전체 통과대수에 더한다. 또 좌우방향의 길에는 어느 정도 차의 늦음이 있는가도 조사한다. 만일 좌우방향이 '파랑'으로 바뀌었을 경우 좌우방향의 길에 차가 없다면 늦어짐이 0.2초, 후에 3대의 차가 들어오면 6대／초, 다시금 다음의 2초 동안에 5대가 들어오면 합계의 늦어짐은 5×2＋6＝16대／초로 된다. 컴퓨터는 큰 길의 신호를 '파랑'으로 해두느냐의 여부를 판단한다. 이 판단은 큰길 쪽의 교통량과 좌우 쪽의 교통의 늦어짐과의 비율로서 정한다. 만일 큰길의 교통량이 적을 경우에는 '파랑'을 '노랑'으로 바꾼다.
- 교통표지는 지금까지 이용해 온 것에 약간의 부가장치(附加裝置)를 붙여둔 것에 불과하나, 이 특수장치에 의하여 빨강·파랑·노랑의 신호의 길이를 정하기도 하고, 컴퓨터에서의 전환지시에 따라서 전환을 시키기도 한다.

## 장점
1. 러시아워에 차의 늦어짐 해결
2. 교통허용량의 증가
3. 교통상황에 이상사태가 일어났을 경우, 컴퓨터가 이것을 즉시 감지하여 자동적으로 처리한다. 이를테면 구급차나 소방차가 통과할 경우 그 진행방향에 있는 신호를 정확하게 점등(點燈)한다.
4. 흩어져 있는 많은 교차점의 교통정보를 비교·대조하고 그 결과를 바탕으로 교통표지를 전체적으로 컨트롤하여 한적한 도로로 차를 유도한다.
5. 사고 또는 그 밖의 재해(災害)가 있을 경우에는 그 지역의 교통을 일시 정지시키고 즉시 경찰에 연락한다는 등이다.

## 같이 보기
- 품질 보증
- 품질 관리
- 교통안전